# Drepanosticta trimaculata
Drepanosticta trimaculata – gatunek ważki z rodziny Platystictidae.